# Чириково (Андреапольский район)
Чириково — хутор в Андреапольском муниципальном округе Тверской области России. До 2019 года входил в состав ныне упразднённого Хотилицкого сельского поселения.

## География
Хутор находится в западной части Тверской области, в зоне хвойно-широколиственных лесов, при железнодорожной линии Великие Луки — Бологое, на расстоянии примерно 21 километра (по прямой) к юго-западу от Андреаполя, административного центра округа.

### Климат
Климат характеризуется как умеренно континентальный. Среднегодовая температура воздуха — 3,9 °C. Средняя температура воздуха самого холодного месяца (января) — −9,6 °C (абсолютный минимум — −46 °C), средняя температура самого тёплого (июля) — 16,8 °С (абсолютный максимум — 34 °С). Безморозный период длится около 130 дней. Годовое количество атмосферных осадков составляет 743 мм, из которых большая часть выпадает в тёплый период. Снежный покров держится в течение 147 дней.

### Часовой пояс
Хутор Чириково, как и вся Тверская область, находится в часовой зоне МСК (московское время). Смещение применяемого времени относительно UTC составляет +3:00.

## Население
| 2002 | 2010 |
| ---- | ---- |
| 3    | ↘1   |

### Национальный состав
Согласно результатам переписи 2002 года, в национальной структуре населения русские составляли 100 % из 3 чел.